# Гендерне різноманіття
Гендерне різноманіття ― це справедливе або репрезентативне представництво людей різної статі. Найчастіше це стосується справедливого співвідношення чоловіків і жінок, але може включати і людей небінарного гендеру.  Широко обговорювалось гендерне різноманіття в корпоративних радах директорів    і багато постійних ініціатив вивчають та пропагують гендерне різноманіття у сферах, де традиційно домінують чоловіки, включаючи обчислювальну техніку, інженерію, медицину та науку. 

## Переваги гендерного різноманіття
Компанії частіше залучають більш різноманітних людей. 

### Фінансові показники
Деякі дослідження показують, що більша різноманітність робочої сили, як очікується, принесе більш високу віддачу, інші дослідження не підтверджують цього твердження. 

### Репутація
Гендерне різноманіття в компаніях призводить до поліпшення репутації як прямо, так і опосередковано. Безпосередньо тому, що компанії з вищим відсотком жінок-директорок у правліннях прихильно ставляться до секторів, які працюють близько до кінцевих споживачів і, швидше за все, потрапляють до списку «Найетичніших компаній у світі».
Побічно жінки-директорки частіше помічають і рідше займаються шахрайством. Більше того, політика ґендерного різноманіття, схоже, також корелює із збільшенням ККД, а також має кращий загальний організаційний імідж.  

### Клієнтська база
Оскільки чоловіки та жінки мають різні точки зору, ідеї та уявлення про ринок, гендерно різноманітна робоча сила дозволяє краще вирішувати проблеми. Дослідження, проведене в 2014 році Галлапом, виявляє, що найм гендерно різноманітної робочої сили дозволяє компанії обслуговувати дедалі різноманітнішу клієнтську базу. Це відбувається тому, що гендерно різноманітна робоча сила полегшує процес доступу до таких ресурсів, як різноманітні джерела інформації та галузеві знання.  Також було показано, що різноманітні за гендерними принципами організації отримують вигоду від підвищення розуміння та задоволення споживачів. 

### Процеси прийняття рішень
Гендерна різноманітність збільшує різноманітність ідей шляхом впровадження різних точок зору та підходів до вирішення проблем. Це надає командам більшої факультативності та перевагу у прийнятті рішень. 

### Різноманітність стилів управління
Нещодавнє опитування, проведене RSA, показало, що жінки, «приносять емпатію та інтуїцію керівництву», оскільки вони краще усвідомлюють мотивацію та занепокоєння інших людей.  62 відсотки респондентів розповіли, що жінки роблять внесок в зал засідань інакше, ніж їх колеги-чоловіки. Подібна частка бачить жінок як більш емпатійних, з кращим розумінням того, як рішення виконуються в широкій організації. Що стосується спілкування та ефективної співпраці, „більше половини відчували, що з жінками стало краще”.   Гендерно різноманітні організації також користуються підвищеним рівнем творчості, інновацій та вирішення проблем.    

## Вимірювання гендерної різноманітності

### На фінансових ринках
Станом на 2016 рік, State Street Global Advisors пропонує біржовому інвестиційнийному фонду (ETF), який відстежує компанії з відносно високою часткою жінок на керівних посадах. ETF дотримується індексу 185 публічних американських компаній із гендерно-різноманітним керівництвом (старший віце-президент або вище). Кожна компанія в індексі повинна включати принаймні одну жінку до складу правління або в якості генеральної директорки. Фонд торгує під символом SHE [Архівовано 12 листопада 2016 у Wayback Machine.] і за перші дев'ять місяців з моменту заснування збільшився на 4,96 % у вартості. На підтримку вирішення системного упередженого ставлення до жінок у керівництві та STEM (наука, технології, інженерія та математика), що проявляється на ранніх етапах життя, постачальник ETF зобов'язався спрямувати частину своїх доходів на благодійні організації.

### У кіноіндустрії

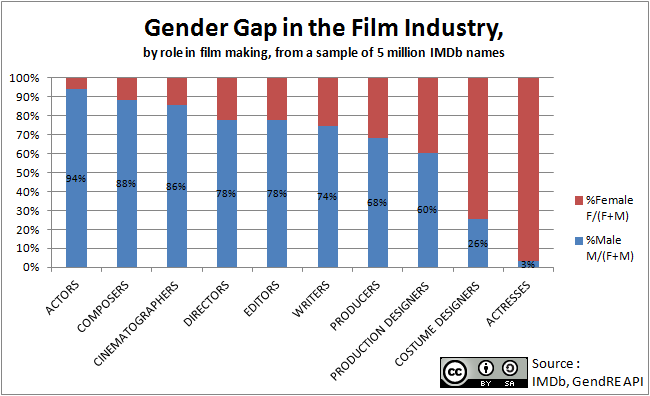
GenderGap в IMDb

Аналіз Інтернет-бази даних фільмів (IMDb, 2005 р.) показує, наскільки широкий гендерний розрив у кіноіндустрії, особливо для найпрестижніших видів робіт. У IMDB майже вдвічі більше акторів, ніж актрис. Престижні роботи, такі як композитор, кінематографіст, режисер, складають, відповідно, 88 %, 76 % та 86 % чоловіки.

### У галузі «наук про життя»
Індустрія наук про життя охоплює багато питань і включає фармацевтичні компанії, компанії, що займаються підтримкою досліджень та послуг, серед інших типів виробників дослідницьких інструментів та реагентів (Big Pharma та small Pharma). Згідно з парою галузевих звітів за 2017 рік, чоловіки та жінки входять у галузь однаковою кількістю представників та представниць, однак жінки займають ¼ або менше посад у C-suite та менше 20 % посад у радах директорів. Перша жінка генеральна директорка великої фармацевтичної компанії з'явилася в 2017 році ― Емма Уолмслі з GlaxoSmithKline ― це означає, що 1 % керівників Big Pharma ― жінки.